# Daniel Ledent
Daniel Ledent (Courcelles-lès-Lens, 18 marzo 1945) è un ex cestista francese.

## Carriera
Con la Francia ha disputato tre edizioni dei Campionati europei (1965, 1971, 1973).

## Palmarès
- Campionato francese: 1

Denain: 1964-65